# Кубок Австрии по футболу 2018/2019
Кубок Австрии по футболу 2018/2019 (нем. Österreichischer Fußball-Cup 2018/19; официальное спонсорское название — «Uniqa ÖFB Cup») — 84-й розыгрыш кубка Австрии по футболу. Победитель Кубка получает право участия в Лиге Европы УЕФА в сезоне 2019/20.

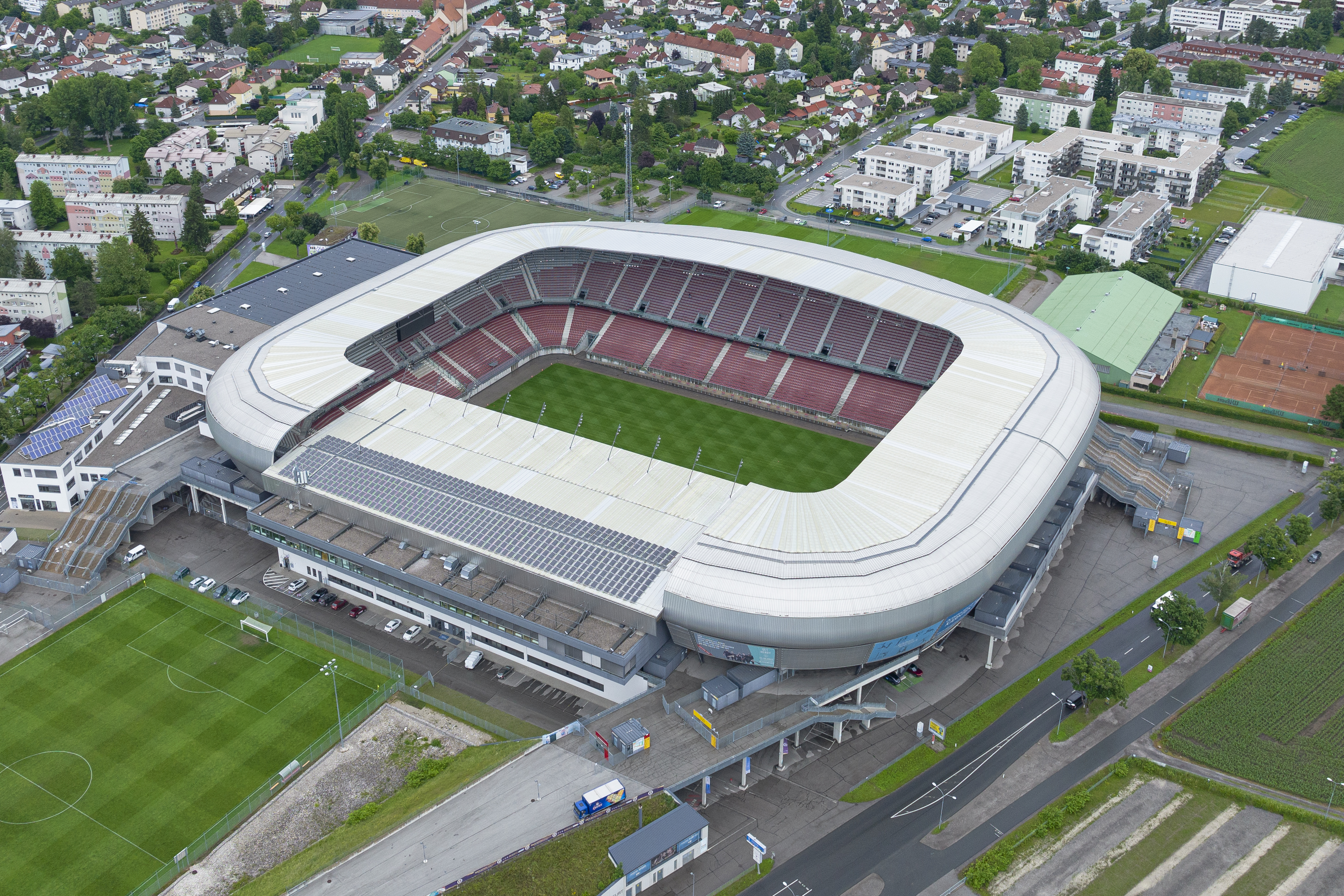
Вёртерзе-Штадион, Клагенфурт — место проведения финала Кубка Австрии.

Турнир проводился с июля 2018 года, а завершился финалом, который состоялся 1 мая 2019 года. Свой шестой титул выиграла команда «Ред Булл» (Зальцбург).

## Календарь
Ниже приведено расписание кубка:
| Раунд         | Дата                  | Клубы   |
| ------------- | --------------------- | ------- |
| Первый раунд  | 20 — 22 июля 2018     | 64 → 32 |
| Второй раунд  | 25 — 26 сентября 2018 | 32 → 16 |
| Третий раунд  | 30 — 31 октября 2018  | 16 → 8  |
| Четвертьфинал | 16 — 17 февраля 2019  | 8 → 4   |
| Полуфинал     | 2 — 3 апреля 2019     | 4 → 2   |
| Финал         | 1 мая 2019            | 2 → 1   |

## Первый раунд
С 20 по 22 июля 2018 года, состоялся первый раунд соревнований, в рамках которого было сыграно 32 матча.
| Бундеслига (I) | Вторая лига (II) | Региональная лига (III) | Ландеслига (IV) | Итого    |
| -------------- | ---------------- | ----------------------- | --------------- | -------- |
| 12 из 12       | 12 из 12         | 28 из 28                | 12 из 12        | 64 из 64 |

## Второй раунд
С 25 по 26 сентября 2018 года были сыграны 16 матчей второго раунда.
| Бундеслига (I) | Вторая лига (II) | Региональная лига (III) | Ландеслига (IV) | Итого    |
| -------------- | ---------------- | ----------------------- | --------------- | -------- |
| 11 из 12       | 10 из 12         | 9 из 28                 | 2 из 12         | 32 из 64 |

## Третий раунд
С 30 октября по 1 ноября 2018 года были сыграны восемь матчей третьего раунда.
| Бундеслига (I) | Вторая лига (II) | Региональная лига (III) | Ландеслига (IV) | Итого    |
| -------------- | ---------------- | ----------------------- | --------------- | -------- |
| 9 из 12        | 6 из 12          | 1 из 28                 | 0 из 12         | 16 из 64 |

| 30 октября 2018 | Хартберг (I)                                            | 4:3     | Ваккер (Инсбрук) (I)         | Хартберг                  |
| 18:00           | - Илич 12′ - Шуберт 28′ - Рассвальдер 66′ - Крёпфль 89′ | (отчёт) | - Элер 14′ - Вальци 61′, 74′ | Стадион: Профертиль Арена |

| 30 октября 2018 | Аустрия (Вена) (I)              | 3:1     | Флоридсдорф (II)   | Вена                     |
| 20:20           | - Моншайн 2′, 65′ - Эвандро 44′ | (отчёт) | Маркуц, Оливер 45′ | Стадион: Дженерали Арена |

| 31 октября 2018 | Лафниц (II)                  | 2:3     | Санкт-Пёльтен (I)                      | Лафниц                    |
| 19:00           | - Крзнарич 63′ - Животич 69′ | (отчёт) | - Амбихль 8′ - Балич 59′ - Гартлер 82′ | Стадион: Спортплац Лафниц |

| 31 октября 2018 | Аустрия (Лустенау) (II) | 0:1     | Ред Булл (Зальцбург) (I) | Лустенау                 |
| 18:30           |                         | (отчёт) | Минамино 74′             | Стадион: Рейхсхофштадион |

| 31 октября 2018 | Вольфсберг (I) | 0:3     | Рапид (I)                                | Вольфсберг                |
| 18:00           |                | (отчёт) | - Павлович 22′, 45+1′ - Кнасмюлльнер 53′ | Стадион: Лавантталь-Арена |

| 31 октября 2018 | Рид (II)             | 1:2     | Винер-Нойштадт (II)           | Рид-им-Иннкрайс      |
| 19:12           | - Пециреп 32′ (пен.) | (отчёт) | - Тартаротти 13′ - Харрер 61′ | Стадион: Йоско Арена |

| 31 октября 2018 | Райндорф Альтах (I) | 0:3     | ЛАСК (I)                                         | Альтах                  |
| 18:30           |                     | (отчёт) | - Траунер 19′ - Виктор Са 32′ (пен.) - Тетте 78′ | Стадион: Кэшпойнт-Арена |

| 1 ноября 2018 | ГАК (III)                          | 3:0     | Капфенберг (II) | Грац                  |
| 11:00         | - Перчтольд 43′ - Эльснег 86′, 87′ | (отчёт) |                 | Стадион: Меркур Арена |

## Четвертьфинал
С 15 по 17 февраля 2019 года были сыграны четыре четвертьфинальных матча.
| Бундеслига (I) | Вторая лига (II) | Региональная лига (III) | Ландеслига (IV) | Итого   |
| -------------- | ---------------- | ----------------------- | --------------- | ------- |
| 6 из 12        | 1 из 12          | 1 из 28                 | 0 из 12         | 8 из 64 |

| 15 февраля 2019 | ГАК (III)                   | 2:1     | Аустрия (Вена) (I) | Грац                  |
|                 | - Перхтольд 57′ - Кирич 86′ | (отчёт) | - Прокоп 15′       | Стадион: Меркур Арена |

| 16 февраля 2019 | ЛАСК (I)                                                           | 6:0     | Санкт-Пёльтен (I) | Линц                      |
|                 | - Виктор Са 24′, 42′ - Гойгингер 31′, 61′ - Клаусс 35′ - Тетте 70′ | (отчёт) |                   | Стадион: Райффайзен Арена |

| 17 февраля 2019 | Рапид (I)                                          | 5:2     | Хартберг (I)                          | Вена            |
|                 | - Мург 43′, 90+1′ - Павлович 49′, 74′ - Хофман 52′ | (отчёт) | - Мартич 69′ (авт.) - Рассвальдер 82′ | Стадион: Альянц |

| 17 февраля 2019 | Винер-Нойштадт (II) | 1:2     | Ред Булл (Зальцбург) (I)    | Винер-Нойштадт          |
|                 | - Хагер 89′         | (отчёт) | - Собослаи 48′ - Даббур 55′ | Стадион: Винер-Нойштадт |

## Полуфинал
Полуфинальные матчи были сыграны 3 апреля 2019 года.
| Бундеслига (I) | Вторая лига (II) | Региональная лига (III) | Ландеслига (IV) | Итого   |
| -------------- | ---------------- | ----------------------- | --------------- | ------- |
| 3 из 12        | 0 из 12          | 1 из 28                 | 0 из 12         | 4 из 64 |

| 3 апреля 2019 | ГАК (III) | 0:6     | Ред Булл (Зальцбург) (I)                                 | Грац                                                             |
|               |           | (отчёт) | - Даббур 6′, 26′ - Вольф 13′ - Минамино 45′ - Дака 90+2′ | Стадион: Меркур Арена Зрителей: 13,310 Судья: Герхард Гробельник |

| 3 апреля 2019                                    | ЛАСК (I)        | 1:1 (доп. вр.) (3:4 пен.)                   | Рапид (I)    | Линц                                            |
|                                                  | - Гойгингер 16′ | (отчёт)                                     | - Хофман 54′ | Стадион: Райффайзен Арена Судья: Маркус Хаметер |
|                                                  | Пенальти        |                                             |              |                                                 |
| - Гойгингер - Холланд - Тетте - Фризер - Ульманн |                 | - Мург - Шваб - Граховац - Павлович - Барач |              |                                                 |

## Финал
Финальный матч состоялся 1 мая 2019 года на стадионе Вёртерзе-Штадион в Клагенфурт.
| Ред Булл (Зальцбург) (I)  | 2:0     | Рапид (I) |
| ------------------------- | ------- | --------- |
| - Фаркаш 37′ - Даббур 39′ | (отчёт) |           |

## Бомбардиры
Согласно:
| Место | Игрок           | Клуб                 | Голы |
| ----- | --------------- | -------------------- | ---- |
| 1     | Виктор Са       | ЛАСК                 | 6    |
| 2     | Мунас Даббур    | Ред Булл (Зальцбург) | 5    |
| 2     | Хусейн Балич    | Санкт-Пёльтен        | 5    |
| 2     | Томас Гойгингер | ЛАСК                 | 5    |
| 5     | Андрия Павлович | Рапид                | 4    |
| 5     | Дитер Эльснег   | ГАК                  | 4    |
| 5     | Рене Гартлер    | Санкт-Пёльтен        | 4    |
| 5     | Оливер Маркуц   | Флоридсдорф          | 4    |
| 9     | 9 игроков       | 9 игроков            | 3    |